# Dark Country
Dark country (también conocida como Crimen paranormal o Nido de cuervos) es una película estadounidense del 2009 de misterio y suspenso, protagonizada y dirigida por Thomas Jane en su debut como director. Está protagonizada también por Lauren German y Ron Perlman.

## Argumento
Los recién casados Dick (Thomas Jane) y Gina (Lauren German) deciden cruzar el desierto de Nevada para su luna de miel, conduciendo de noche para evitar el calor. Antes de partir, un extraño le advierte a Dick que tenga cuidado, ya que se sabe que las parejas se pierden y que no salgan de la Interestatal. Poco después, la pareja se da cuenta de que van en dirección contraria y se desvían de la autopista hacia otra carretera. Dick apaga los faros del coche para conducir a la luz de las estrellas y Gina se masturba hasta el orgasmo mientras cruzan el desierto. En ese momento el cielo se llena de relámpagos, Dick vuelve a encender las luces e inmediatamente se desvía para evitar una figura en medio de la carretera. Al investigar, encuentran a un hombre gravemente herido en un accidente automovilístico. Incapaces de obtener señal telefónica, deciden llevarlo ellos mismos al hospital, solo para que la carretera llegue a un final repentino unos kilómetros más adelante.
Durante el viaje, la pareja discute y el herido se despierta con un grito. Le pide un cigarrillo a Gina, le aconseja que deje a su marido y se vuelve cada vez más errático, finalmente intenta estrangular a Dick con su cinturón y casi provoca que el coche se estrelle. Gina detiene el auto y los dos hombres caen, continúan luchando hasta que Dick golpea al extraño hasta matarlo con una piedra. Dick convence a su esposa de que deben deshacerse del cuerpo y juntos lo entierran en una tumba poco profunda. Mientras Gina llena el agujero, Dick encuentra un revólver en su bolso. Poco después, llegan a un área de descanso donde están estacionados varios autos. Se arreglan y discuten hasta que Dick descubre que perdió su reloj mientras enterraban al extraño. Negándose a regresar, Gina espera en la parada de descanso con el arma mientras Dick regresa a buscar su reloj. Al llegar al lugar donde escondieron el cuerpo, Dick encuentra la tumba vacía. Los disparos resuenan a través del desierto y Dick corre de regreso a la parada de descanso para encontrar que Gina no está. Cerca de allí, se topa con la tumba de una mujer y se da cuenta de que los otros coches están oxidados y cubiertos de polvo.
Presa del pánico, huye, casi chocando de frente con un ayudante del sheriff (Ron Perlman). En la parte trasera del auto de la policía, viaja con el oficial a la parada de descanso, que ahora luce como un lugar abandonado, donde la policía está excavando a las víctimas de asesinatos de una fosa común rodeada de vehículos abandonados. El policía explica que allí era donde había estado el área de descanso 30 años antes. Dick reconoce el lugar como el lugar donde enterró al extraño. Mientras observa desde la parte trasera del coche de la policía, un agente exhuma el cuerpo de Gina y encuentra el reloj de Dick. Dick sale a patadas del coche patrulla y escapa en uno de los vehículos cercanos, llevando al escuadrón de policía en una persecución por el desierto.
Conduciendo con las luces apagadas, los pierde, pero poco tiempo después se encuentra con un enjambre de insectos, perdiendo el control y haciendo rodar el auto. Expulsado de los restos del choque, casi lo atropella otro automóvil antes de desmayarse. Más tarde, Dick se despierta para encontrarse en la parte trasera de su propio auto, escuchándose a sí mismo y a Gina discutir, y se da cuenta de que él era el misterioso extraño con el que luchó y asesinó más temprano en la noche, gritando al darse cuenta de esto.

## Reparto
Thomas Jane como Dick/Bloodyface. 

Lauren German como Gina. 

Ron Perlman como el ayudante del sheriff. 